# Диего Лугано
Диего Лугано е уругвайски футболист, играещ за френския гранд Пари Сен Жермен. Капитан е на Националния отбор на Уругвай от 2007 г.

## Кариера
Започва кариерата си в Насионал, един от двата гранда на Уругвай. През 2003 г. преминава в бразилския колос Сао Пауло, където бързо се превръща в един от основните футболисти. Връх в кариерата му в клуба става 2005 г., когато е обявен за Най-добър защитник на Южна Америка, а отборът печели Копа Либертадорес и Световното клубно първенство.
През 2006 г. преминава в Европа, подписвайки 4-годишен договор с турския Фенербахче. Още на следващата година става шампион на Турция.
На 27 август 2011 г. преминава във френския Пари Сен Жермен.